# 25112 Mymeshkovych
25112 Mymeshkovych (tên chỉ định: 1998 RL65) là một tiểu hành tinh vành đai chính. Nó được phát hiện bởi dự án Nghiên cứu tiểu hành tinh gần Trái Đất Lincoln ở Socorro, New Mexico, ngày 14 tháng 9 năm 1998. Nó được đặt theo tên Maryna Yuriivna Meshkovych.